# Uraayu - 裏歩
『uraayu - 裏歩』（うらあゆ）は、日本の歌手・浜崎あゆみの写真集。2002年4月30日にワニブックスより発売。

## 解説
写真集としては前作『ayumi hamasaki DOME TOUR 2001 HISTORY BOOK』より約4ヶ月後の発売。
本作は、アジア各国の様々な場所で萩庭桂太によって撮影された。購入時にはオリジナルタトゥーシールが付属されている。
2002年7月26日には、DVDと1週間に及んだ香港での撮影記録を綴った日記を収録した『uraayu - 裏歩 Special Edition』（ISBN 978-4847027222）が予約のみの数量限定で発売された。